# Vittore Stocchi
Vittore Stocchi (* 12. November 1895 in Piacenza; † 22. August 1967 ebenda) war ein italienischer Ruderer.

## Werdegang
Vittore Stocchi bildete mit Medardo Lamberti, Arturo Moroni, Guglielmo Carubbi, Amilcare Canevari, Giulio Lamberti, Medardo Galli, Benedetto Borella und Steuermann Angelo Polledri den italienischen Achter, der 1927 in Como Europameister wurde. Bei den Olympischen Sommerspielen 1928 in Amsterdam schied die gleiche Besatzung im Viertelfinale der Achter-Regatta aus.